# Dabil
Dabil è una circoscrizione rurale (rural ward) della Tanzania situata nel distretto rurale di Babati, regione del Manyara. Conta una popolazione di 19 311  abitanti (censimento 2022).